# 沈夢雨
沈 夢雨（しん むう、簡体字：沈 梦雨、拼音：Shēn Mèngyǔ、仮名転写：シェン・ムンユウ、2001年8月19日-）は、中国上海市出身の女子サッカー選手である。ポジションはMF。

## 略歴
2020年上海農商銀行WFCのトップチームに昇格、同年10月にはA代表合宿に初招集される。翌年6月には東京五輪に向けた代表合宿に招集されたが最終選考で漏れ、出場はならなかった。2021年7月21日にセルティックFCW移籍、同年の協会杯、リーグ杯制覇に貢献した。

## 脚註
1. ↑  “追梦人·那个因涂口红被禁赛的00后，在女超进球了”. 搜狐网. 2021年12月18日時点のオリジナルよりアーカイブ。2020年9月6日閲覧。
2. ↑  “中国女足公布奥运集训名单，共26名球员参加”. 北晚新视觉. 2021年12月18日時点のオリジナルよりアーカイブ。2021年6月9日閲覧。
3. ↑  “沈梦雨：独闯英伦的20岁足球女孩，已经学会了与困难共处”.   163.com. 2022年10月2日閲覧。
4. ↑  “Tottenham’s Tang Jiali and Celtic’s Shen Mengyu offer Chinese football pathway to better future”.   scmp.com (Archived). 2022年10月2日閲覧。
5. ↑  “她，也是中国足球的留洋旗帜｜对话沈梦雨”.   new.qq.com. 2022年10月2日閲覧。
6. ↑  “揭秘沈梦雨的苏格兰留洋路 女足小花有一颗勇敢的心”.   sohu.com (Archived). 2022年10月2日閲覧。
7. ↑  “"The club and the fans all trust and believe in us," Shen Mengyu”. 2022年10月2日閲覧。
8. ↑  “A wee nod to Shen Mengyu, Celtic’s China Ghirl”. 2022年10月2日閲覧。